# 唐煥
唐焕（?—1630年），字藴華，号右文，山東青州府益都縣人。明朝政治人物。

## 生平
萬曆四十年（1612年）壬子中舉，萬曆四十四年（1616年）丙辰科第二甲第二十四名进士。初授南京户部主事，監禄米倉。历户部浙江司员外郎，出知直隶保定府、大名府知府。天启三年，升河南水利道副使，歲省河工银萬余两。歷睢陳道參政、河北道按察使。七年五月，改淮徐道右布政使。巨盗李五號四眼王，聚集二千余人为乱，焕设计擒之，而散其黨。徐州城墙歲久毁坏，捐俸重修，民不勞而告成。築堤捍河，至今豐沛，悉賴其功云。崇禎元年二月，河南右布政使唐煥為山西左布政使，復調河南左布政使，敕授二品通奉大夫。崇禎三年卒。

## 家族
曾祖唐縉。祖父唐質，庠生。父唐尧典，號宪庵，庠生。
长子唐际盛，癸酉拟元，戊子拔贡，娶守备洞虗袁公女，早亡，扶二室胡氏，旋逝，再娶陈氏；次子唐珙，府学生，娶平乐府知府锺岐石公女；三子唐玠，乙未进士，娶县庠生正与王公女。

## 引用
- 《明通奉大夫整飭淮徐兵備道河南左布政使司兼按察司副使右文唐公元配誥封夫人賈氏合葬墓誌銘》
賜進士第內翰林弘文院大學士少傅兼太子太傅吏部尚書年家眷侍生劉正宗頓首拜撰

1. ↑  李开升《明万历丙辰科进士同年序齿录》
2. ↑  《萬曆四十四年丙辰科進士履歷》：唐焕，右文，诗三房，癸巳二月二十六日生。益都人，壬子五十八，会三百十三，二甲二十四名。兵部政，丁巳授南户部主事，己未管督税分司，庚申升江西司郎中，辛酉升保定知府，壬戌升大名府，癸亥升河南付使，乙丑升睢陳道参政，丙寅升本省按察使，丁卯升右布政，徐淮道，被劾。
3. ↑  天启三年九月，升大名府知府唐焕为河南副使。
4. ↑  天启六年閏六月，升河南右参政唐焕为本省按察使分守怀庆。